# Bildtafel der Verkehrszeichen im Deutschen Reich von 1927 bis 1934

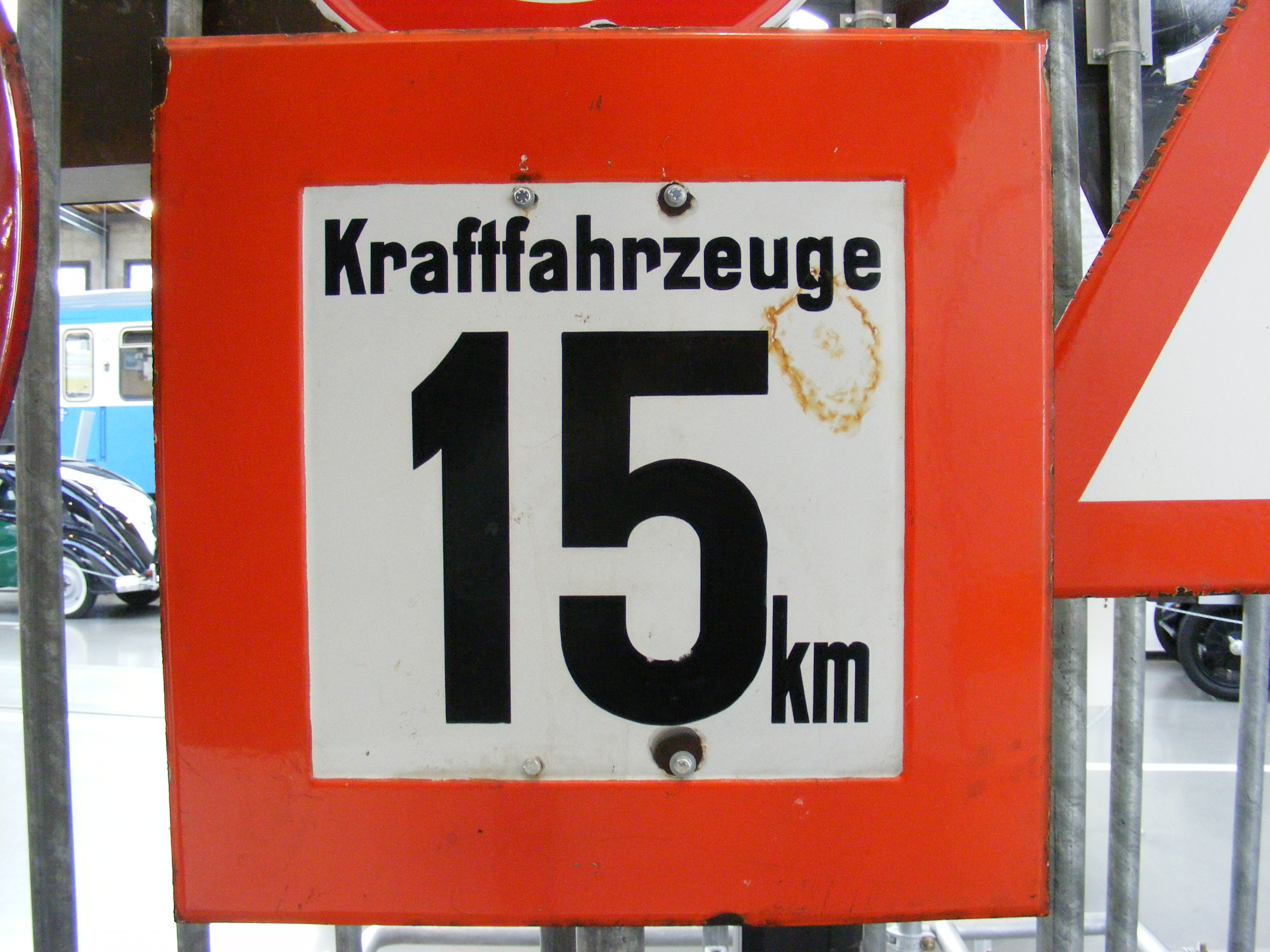
Geschwindigkeitsschild, wie es beispielsweise die Berliner Straßenordnung vorschrieb

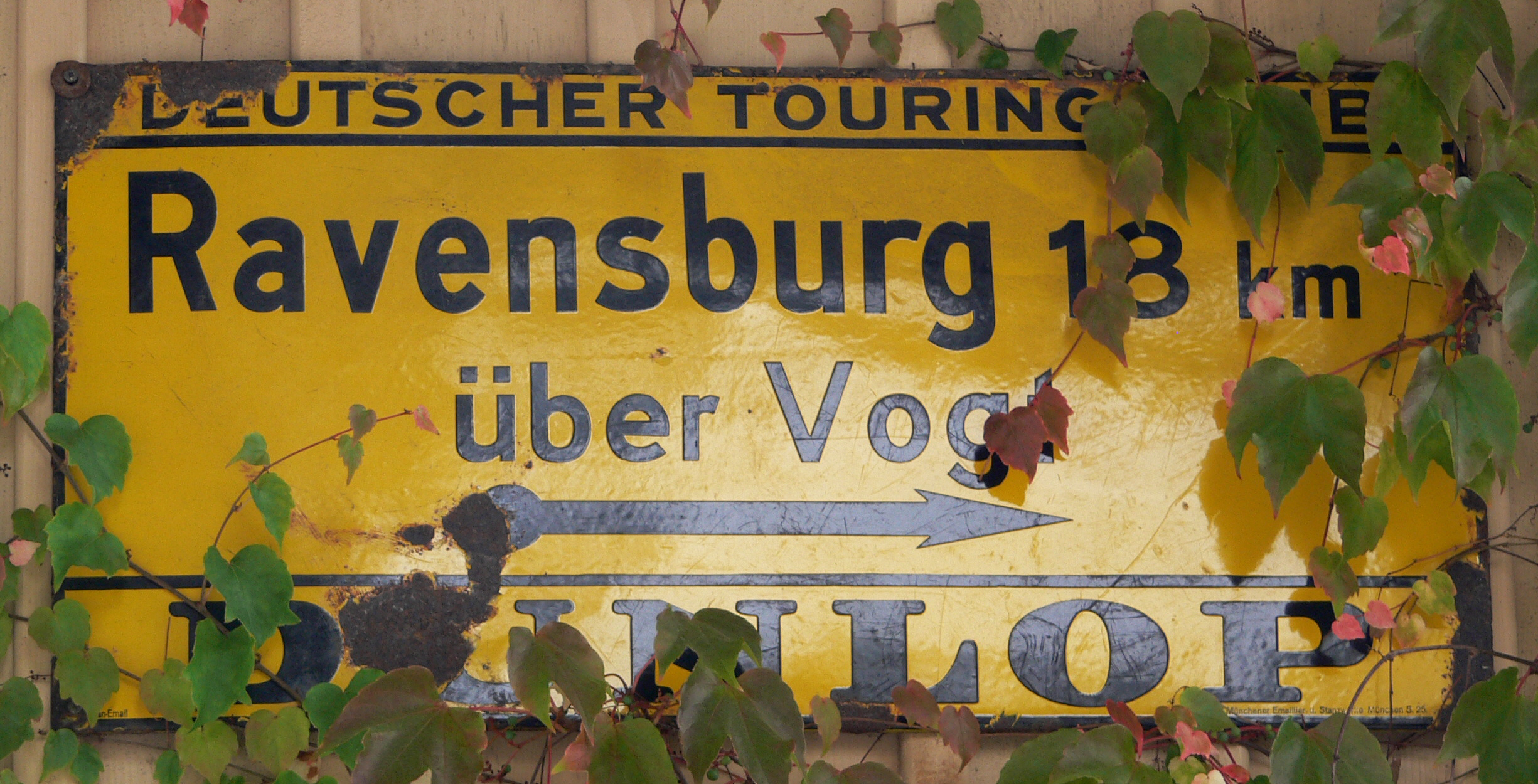
Eine Wegweisertafel, wie sie auf Initiative der Automobilclubs aufgestellt wurde. In den 1920er Jahren vereinheitlichten ADAC und der Deutsche Touring-Club ihre Schilder.

Die Bildtafel der Verkehrszeichen im Deutschen Reich von 1927 bis 1934 zeigt die Verkehrszeichen im Deutschen Reich während der Weimarer Republik, wie sie durch die Neufassung der Verordnung über Warnungstafeln für den Kraftfahrzeugverkehr vom 8. Juli 1927 festgelegt worden sind. Diese Verordnung war der letzte Vorläufer der erstmals in der Fassung von 1934 „Reichs-Straßenverkehrs-Ordnung (RStVO)“ genannten Gesetzesvorlage. Die Verordnung über Warnungstafeln trat am 1. September 1927 in Kraft. Gleichzeitig verlor die 1925 beschlossene Verordnung, welche die Verkehrszeichen aus dem Reichsgesetzblatt von 1910 bestätigt hatte, ihre Gültigkeit. Die dort festgelegten Verkehrszeichen blieben noch bis zum 31. Dezember 1930 zulässig. Das Gesetz über den Verkehr mit Kraftfahrzeugen vom 21. Juli 1923 blieb hingegen weiterhin gültig.
Die Verordnung von 1927 war eine knappe, vollständige Neufassung, die nochmals 1932 ergänzt wurde. Ein wesentliches Anliegen der Verordnung von 1927 war es, in Bezug auf die veränderten internationalen Richtlinien für Verkehrszeichen auf dem neuesten Stand zu bleiben. Die Ergänzung von 1932 konzentrierte sich auf die Beschilderung an den Eisenbahnübergängen. Grund für die Neukonzeption der Zeichen war der stetige, teilweise sprunghafte Anstieg des Automobilverkehrs, die mit der Abnahme der Pferdewagen einher ging. Außerdem stellte die anhaltende Erhöhung der mittleren Reisegeschwindigkeit durch neu zugelassene Kraftwagen die lokalen Polizeibehörden vor immer neue Aufgaben. Hierdurch kam es zu einem Wildwuchs an örtlichen Polizeiverordnungen und Bekanntmachungen, die es ortsfremden Kraftfahrern fast unmöglich machten, einen ihnen unbekannten Ort straffrei zu durchfahren. Bei der Vereinheitlichung der vielen lokal gültigen Verkehrsschilder hatten die Macher die USA im Blickfeld. Hier gab es bereits einheitliche Verkehrszeichen. Die bisherigen drei Arten an Verkehrszeichen, die bisher bereits in Deutschland gültig waren – die internationalen Warnungstafeln, die Tafeln zur Geschwindigkeitsbegrenzung und die Sperrschilder – wurden als zu wenig flexibel für die jeweils individuell notwendigen Einsatzorte angesehen. Außerdem hatten Kraftfahrer mit den rechteckigen und quadratischen Tafeln die Schwierigkeit, diese sicher zu erkennen, da ihre unspezifische Form Verwechslungen mit Reklametafeln aller Art nach sich zog.

## Farben
Die Farbgebung wurden noch nicht über Vorgaben des Reichs-Ausschusses für Lieferbedingungen (RAL) definiert, sondern ganz allgemein mit „Schwarz“, „Weiß“ und „Signalrot“ festgelegt, wobei „Signalrot“ kein standardisierter Farbton war. Den ersten Farbtonkatalog (RAL 840) mit 40 Farben legte der RAL gleichfalls 1927 vor.

## Herstellungsvorgaben und Aufstellung
Alle Zeichen, die ausnahmslos Warntafeln waren, wurden durch ein gleichseitiges Dreieck mit rotem Rand gebildet. Die Seitenlänge betrug 105 Zentimeter, die Stärke des roten Randes 12 Zentimeter. Innerhalb geschlossener Ortschaften durften die Tafeln nur an besonders gefährlichen Stellen aufgestellt werden und konnten dann als verkleinerte Ausführungen eine Seitenlänge von 70 Zentimetern besitzen. Die rote Umrandung war dann entsprechend 8 Zentimeter stark. Als Sollvorgabe wurde bestimmt, dass die beiden unteren Ecken leicht gerundet sein konnten. So wurden die Tafeln auch in ihren Abbildungen vorgestellt. Die Tafeln sollten 150 bis 250 Meter vor der Gefahrenstelle aufgestellt werden. Die Pfosten waren weiß zu streichen und durften als Sollregelung auch mit „farbigen Querstreifen“ versehen sein. Musste eine Tafel unter 150 Meter vor einer Gefahrenstelle errichtet werden, war der Abstand zur Gefahrenstelle als schwarze Ziffer auf einer weißen Zusatztafel anzugeben. Werbung war auf den Tafeln verboten.

## Warnungstafeln, Anlage zu § 3

Querrinne
Kurve
Kreuzung
Bewachter Eisenbahnübergang
Unbewachter Eisenbahnübergang[5]
Gefährliche Stelle anderer Art

## Weitere Schilder und Tafeln
Die folgenden Schilder und Tafeln wurden nicht im Reichsgesetzblatt veröffentlicht. Großstädte wie Berlin, Hamburg, Leipzig und Dresden hatten sich seit Mitte der 1920er Jahre zusammengetan, um den uneinheitlich angeordneten Schilderwald der jeweiligen Ortspolizeibehörden zu lichten und Klarheit für die Verkehrsteilnehmer zu schaffen. Die neuen Zeichen wurden unter anderem in eigenen städtischen Straßenordnungen veröffentlicht und letztendlich für ganz Deutschland rechtsgültig. Die am 15. Januar 1929 eingeführte „Berliner Straßenordnung“ löste damit beispielsweise 200 verschiedene Berliner Polizeiverordnungen zum Straßen- und Verkehrsrecht ab. Teilweise hatten in Berlin bis dahin einzelne Verordnungen nur in bestimmten Stadtgebieten gegolten und sich auch bei gleichem Sachverhalt inhaltlich voneinander unterschieden. Die Formgebung, Ausführung und Farblichkeit der neuen Zeichen waren über Vereinbarungen der Länder mit den zuständigen Reichsbehörden festgelegt worden.

### Berliner Straßenordnung (1929)

#### Anlage I. Internationale Warnungszeichen
Diese Zeichen entsprachen den oben abgebildeten Zeichen aus der Verordnung über Warnungstafeln für den Kraftfahrzeugverkehr vom 8. Juli 1927.

#### Anlage II. Sperrschilder für dauernde Sperrungen
– ab 1. Januar 1935 auslaufend –
Gesperrt für:

Bild 1
Bild 2
Bild 3
Bild 4
Bild 5
Bild 6

#### Anlage III. Sperrschilder für Sperrungen an Sonn- und Feiertagen
– ab 1. Januar 1935 auslaufend –
Punkte-Code wie bei den dauernden Sperrungen:

Bild 1
Bild 2
Bild 3
Bild 4
Bild 5

#### Anlage IV. Geschwindigkeitsschilder für Höchstgeschwindigkeiten
– ab 1. Januar 1935 auslaufend –

Bild 1
Bild 2
Bild 3

#### Anlage V. Geschwindigkeitsschilder für langsames Fahren vor Schulen und Krankenhäusern

Bild 1
Bild 2

#### Anlage VI. Richtungsschilder für vorgeschriebene Wege

Bild 5

– ab 1. Januar 1935 auslaufend –
Im Allgemeinen

Bild 1
Bild 3
Bild 4

An Straßenkreuzungen
- Bild 5

#### Anlage VIII. Schilder für Einbahnstraßen, Verkehrsstraßen 1. Ordnung und Hauptverkehrswege

Bild 1
Bild 2
Bild 3

#### Anlage IX. Schilder für Parkplätze, Parkverbote, Fußgängerüber-, Reit- und Radfahrwege

Bild 5
Bild 6

Bild 1
Bild 2

Schilder für Fußgängerüberwege

Bild 3
Bild 4

Schilder für Reit- und Radfahrwege
- Bild 5
- Bild 6

, S. 578 ff.; hier:

### Preußisches Polizeikostengesetz (1929)
In Preußen wurden weitere Verkehrszeichen durch das Polizeikostengesetz vom 2. August 1929 geregelt. Dieser Erlass regelte Wegweiser, Ortstafeln, Gebots- und Verbotstafeln, Signaleinrichtungen, Sperrzeug bei Bauarbeiten und vieles mehr. Auch andere deutsche Länder erließen Bestimmungen zu Verkehrszeichen, die vielfach mit denen des Polizeikostengesetzes übereinstimmten. Erstmals seit dem 19. Jahrhundert wurden nun im großen Stil moderne Wegweiser und Ortstafeln aufgestellt, die dem Autoverkehr entgegenkamen.

Richtungsbezeichnung im Landgebiet

### Verkehrszeichen der Automobilclubs
Gegen Ende der 1920er Jahre wuchs auch staatlicherseits die Erkenntnis, dass die Aufstellung zeitgemäßer Wegweisertafeln und Ortsschilder zu den besonders wichtigen Aspekten des stetig wachsenden Automobilverkehrs gehörte. Bis dahin lag die Errichtung dieser Zeichen in Deutschland ausschließlich in den Händen der unter anderem auch in diesem Bereich sehr aktiven Automobilclubs. So hatte in den 1920er Jahren der Deutsche Touring-Club damit begonnen, Wegweiser in den wichtigsten deutschen Verkehrsregionen einzurichten. Bis 1930 hatte der Verein rund 32.000 Schilder aufgestellt. Die Schilder besaßen eine einheitliche Gestaltung; das untere Feld war den Firmen vorbehalten, die sich an der Herstellung der Tafel finanziell beteiligt hatten. Der Bayerische Automobil-Club stellte zusätzlich in Bayern blau-weiße Warnungstafeln auf, die sich in ihrer grundsätzlichen Form an den staatlichen Tafeln für Höchstgeschwindigkeiten orientierten.
Mit Erscheinen des neuen preußischen Polizeikostengesetzes von 1929, den anschließend folgenden Länderinitiativen und der Einführung der Reichs-Straßenverkehrs-Ordnung von 1934 hatte sich das Aufstellen der Verkehrszeichen durch die Automobilclubs erledigt. Sie wurden nun zügig durch die staatlich verordneten Zeichen ersetzt.

Ortstafel des Allgemeinen Deutschen Automobil-Club
Wegweisertafel des Deutschen Touring-Clubs
Warnungstafel des Bayerischen Automobil-Clubs

## Prellsteine
Das Gesetz über den Verkehr mit Kraftfahrzeugen vom 21. Juli 1923 besagte nach Paragraph 5a, dass gefährliche Straßenabschnitte, die dem Durchgangsverkehr dienten, durch Warnungstafeln gesichert werden sollten. Als besondere Gefahrenpunkte galten unter anderem Bahnübergänge, Straßenkrümmungen und Kurven. Neben den Warnungstafeln konnten diese Gefahrenpunkte zusätzlich mit Prellsteinen gesichert werden. An Krümmungen erzielte der weiße Anstrich von Prellsteinen mit quadratischem Querschnitt oder dort vorhandenen Bäumen einen besonders guten Effekt. An der ersten längeren Autobahn in Deutschland, der 1932 eröffneten vierspurigen Kraftwagenstraße Köln-Bonn, wurden entlang der breiten Bankette sogenannte „Richtungssteine“ aufgestellt, die in einem Abstand von rund 33,30 Metern die Fahrbahn auch bei schlechten Sichtverhältnissen deutlich begrenzten. Die Steine besaßen einen quadratischen Querschnitt und waren an der Spitze stumpf pyramidenförmig gehauen. Sie waren unten weiß gestrichen, der Kopf wurde schwarz gefärbt, um auch im Winter sichtbar zu bleiben. Über der Geländeoberkante war der Stein 0,60 Meter hoch, stand aber nur rund 0,30 Meter tief im Erdreich. Durch ihre geringe Tiefe sollten die Werksteine im Falle eines Aufpralls bei einem Unfall nachgeben können und den Schaden nicht durch eine zu feste Verankerung noch vergrößern.

## Sicherungen für Wegübergänge in Schienenhöhe

### Warnkreuze
Diese Zeichen an Wegübergängen in Schienenhöhe gehörten nicht zur Verordnung über Warnungstafeln für den Kraftfahrzeugverkehr vom 8. Juli 1927. Ihre Anordnung und Aufstellung regelte die Reichsbahndirektion über die Verordnung über die Einführung einer neuen Eisenbahn-Bau- und Betriebsordnung vom 17. Juli 1928 welche die bis dahin gültige Die Eisenbahn-Bau- und Betriebsordnung vom 4. November 1904 ersetzte. Danach wurden mit Inkrafttreten der neuen Verordnung am 1. Oktober 1928 folgende Warnkreuze neu eingeführt. Die älteren Warntafeln sind schrittweise gegen diese Warnkreuze ausgetauscht worden. Der Pfosten, an dem die Zeichen angebracht waren, musste laut der neuen Verordnung von den unteren Spitzen der Warnkreuze bis zum Boden 2,50 Meter hoch sein.

Bild 1 Wegübergang mit Schranken
Bild 2 Eingleisiger Wegübergang ohne Schranken
Bild 3 Mehrgleisiger Bahnübergang ohne Schranken

Ab 1932 wurde die Reichsbahnschranke eingeführt, die stellenweise bis heute in Betrieb gehalten wird.

Reichsbahn-Einheitsschranke

### Warnlichtanlagen
Bereits ab 1925 wurde mit elektrisch gesteuerten Bahnübergängen experimentiert, doch dauerte es noch ein Jahrzehnt, bis die Systeme ausgereift waren. Im Oktober 1929 gab die Deutsche Reichsbahn die erste Zustimmung zur Errichtung zweier unterschiedlicher Probesysteme. Die erste wurde durch den ADAC an der Strecke Königs Wusterhausen-Beeskow errichtet, die zweite bei Friedersdorf bauten die Vereinigten Eisenbahn-Signalwerke auf. Beide Blinkanlagen besaßen eine mit Azetylen gespeiste Laterne, bei der der Farbwechsel von weiß zu rot durch eine elektrisch gesteuerte Blende erzielt wurde.

### Halt-Schilder
Bahnübergänge wurden nahe der Schienenhöhe zusätzlich durch weiße, rechteckige Warnschilder gesichert, die meistens einen schwarzen Rand besaßen. Diese oft aus Blech gestanzten Schilder trugen nicht einheitlich geregelte Aufschriften, die den Straßenbenutzer auf die Gefahren und/oder Verbote an beschrankten und unbeschrankten Bahnübergängen aufmerksam machen sollte. All diesen Schildern war zu eigen, dass sie mit dem besonders groß geschriebenen Wort „Halt!“ begannen.

## Haltestellenzeichen für Kraftpostlinien
Die mit dem Reichsadler unterlegenen Schilder der Reichspost wurden erst mit den am 28. Juli 1939 verkündeten Haltestellenzeichen hinfällig.

Haltestellenzeichen für Kraftpostlinien